# White Flame
White Flame es una banda de hard rock originaria de la ciudad de Tampere, Finlandia. La música de la banda contiene muchas influencias de diferentes artistas como, Matthau Mikojan, Aerosmith, Hanoi Rocks, Extreme, Mötley Crüe y más. La banda se formó en 2002, cuando Jony y Anthon se conocieron, teniendo como primer nombre White Flame Industry.

## Historia
La banda comienza en 2002 con el nombre White Flame Industry, en 2004 su primer EP Reaching the Sky, es publicado y la banda toma el nombre actual, White Flame.
En 2005 sacan su segundo EP The World We Live In, y con él su sencillo «Romeo & Juliet», dando lugar a una megagira con más de veinte conciertos en su país natal. 
En 2006, Zacky el vocalista, abandona la banda, dando paso al actual vocalista, Vince. 
El 22 de agosto de 2007, White Flame lanza su primer álbum Yesterday's News, con «Kill The Radio» como sencillo, el cual encabezó las listas de las radios finlandesas. Dicho álbum fue lanzado en 2008 en toda Europa, sacando como segundo sencillo «Hour of Emptiness». 
En 2009 publican su segundo álbum Tour Bus Diaries, encabezado por el sencillo «Tall Thin In». También es elegido como sencillo «Certainly Something» después de una "fan competition", que la banda hizo para que los fanes decidieran cuál iba a ser uno de sus sencillos. 
En 2011 anuncian que su tercer álbum será producido por Chris Laney, de Bauman Studios en Estocolmo, Suecia. 
En 2012 la banda prepara su tercer álbum Cougar, saliendo a la venta en todo el mundo el 16 de noviembre. Sacan como primer sencillo «I Know Where You Live» y seguidamente como segundo sencillo, una versión de Roxette de su famoso hit, «The Look». Pero el tercer sencillo del álbum es el que da la verdadera sorpresa, la balada «Stay», la cual consigue más de 75 000 visitas en YouTube en menos de un mes.

## Miembros

### Actuales
- Vince - Vocalista
- Anthon - Guitarra
- Sammye - Bajo
- Jony - Batería

### Pasados
- Zacky - Vocalista

## Discografía

### Álbumes
- Yesterday’s News (2007)
- Tour Bus Diaries (2009)
- Cougar (2012)

### Sencillos
- «RockHard» (2006)
- «Kill the Radio» (2007)
- «Swimsuit Issue Centerfold» (2007)
- «Hour of Emptiness» (2008)
- «Phoenix» (Live@UK) (2008)
- «Tall Thin In» (2009)
- «Certainly Something» (2009)
- «Frontrow Girl» (2009)
- «I Know Where You Live» (2012)
- «The look» (2012)
- «Stay» (2012)

### Videografía
- Kill The Radio (2007)
- Hour of Emptiness (2008)
- Phoenix (live video) (2008)
- Frontrow Girl (2009)
- The look (2012)
- Stay (2012)